# 安国寺 (壱岐市)

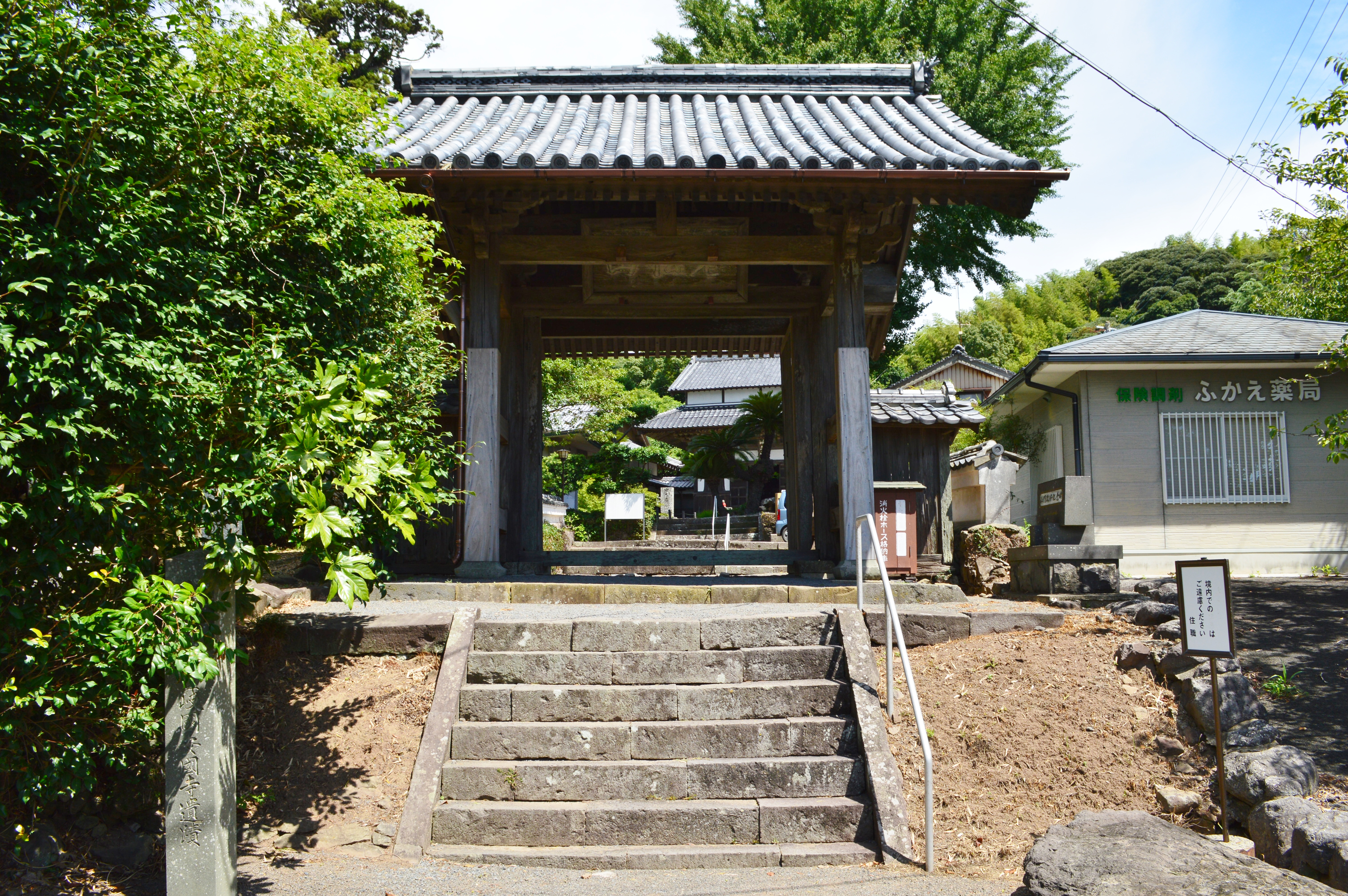
山門

安国寺（あんこくじ）は、長崎県壱岐市芦辺町深江栄触にある臨済宗大徳寺派の寺院。

## 歴史
1338年（暦応元年）足利尊氏と直義は、平和祈願と元寇以来の戦死者の冥福を弔うために、従来あった海印寺を安国寺とした。室町時代の貴重な文化財を多く所蔵し、なかでも高麗版大般若経は国の重要文化財に指定されている。開山は観応元年（1350年）に来島した京都南禅寺の禅師無隠元晦。仏殿は安政8年（1779年）の再建。二重屋根で｢師子窟｣の扁額が掛かる。また境内には長崎県指定天然記念物のスギの巨木がある。
- 1350年 足利尊氏の鬢髪が安国寺に到来(3月9日)
- 1462年 志佐壱岐守源義が安国寺を造営
- 1486年 大般若経が肥前国彼杵郡河棚の長浜大明神宮より施入替えされる
- 1552年 波多氏古若女から地蔵菩薩の奉納あり
- 1779年 仏殿（獅子窟）を再建
- 1912年 位牌堂完成
- 1965年 大般若経が県有形文化財に指定
- 1969年 大杉が県天然記念物に指定
- 1974年 安国寺跡が県史跡に指定
- 1975年 什物10点が県有形文化財に指定。高麗版大般若経が国の重要文化財に指定。
- 1977年 大般若経を保存修理(948万円)
- 1990年 宝物展示館を建設
- 1994年 大般若経が盗まれる
- 1995年 盗まれた大般若経と酷似したものが韓国の国宝に指定された。
- 1998年 日本政府は韓国側に調査協力を要請したが、韓国側から「要請にこたえることは難しい」と回答。

## 高麗版大般若経
1420年（応永27年）肥前国松浦郡志佐白浜の源沙弥道林が彼杵郡河棚村（現東彼杵郡川棚町）の長浜五所大明神宮に施入した大般若経一部600巻が、文明18年（1486年）出羽立石寺の如円によって、安国寺に施入替えされたものである。大般若経591帖が6箱に収められ、安国寺経蔵に保存されていた。当初は巻物であったが、折本装に改められている。591帖の内訳は高麗時代の版本が219帖、後に補われた写本が372帖となっている。版本は高麗初雕本で、うち6帖に施入者高麗国金海府戸長礼院使許珍寿、中に契丹（遼）の重熙15年（1046年）丙戌4月の奥書がある。写本の筆写年は、建武4年（1337年）、正平18年（1363年）、建徳2年（1371年）、応安5年（1372年）から、天正元年（1573年）に至り、長い年月をかけて完成につとめたことがうかがえる。高麗初雕本は日本では珍しく、京都南禅寺に有欠本が伝わっている。

### 盗難
1994年7月23日に591帖のうち493帖が宝物殿から盗まれていることが発覚した。1995年にしみや汚れ、巻末の署名などが酷似したもの3帖が韓国で「発見」され、韓国の国宝284号に指定された。日本の外務省が1998年に韓国政府に対して調査を依頼したが、個人所有であるとして返還が認められなかった。所有者は、コリアナ化粧品（코리아나화장품）会長で韓国博物館会会長の兪相玉（유상옥、ユ・サンオク）である。

### 韓国政府との交渉
2011年（平成23年）4月27日、朝鮮王室儀軌の引き渡しに関して、衆議院外務委員会で日韓図書協定が可決され、4月28日には衆議院本会議でも可決された。この儀軌引き渡しに関連して、同2011年4月、日本の外務省は大韓民国外交通商部に対し、1994年の安国寺から盗まれた「高麗版大般若経」と、2002年（平成14年）に鶴林寺から盗まれた「阿弥陀三尊像」について、韓国内流入の事実確認や詳しい経緯の再調査を要請した。

この日本政府の要請に対して、韓国政府は、高麗版大般若経については確認できないとして2001年に韓国国内法において時効としていた。また、「阿弥陀三尊像」掛け軸については、韓国政府の調査協力により、韓国人男性二名が韓国で実刑判決を受けたが、2011年現在、実物は行方不明のままである。

## 文化財

### 重要文化財（国指定）
- 高麗版大般若経 219帖（附:写本372帖）

### 長崎県指定文化財
- 有形文化財

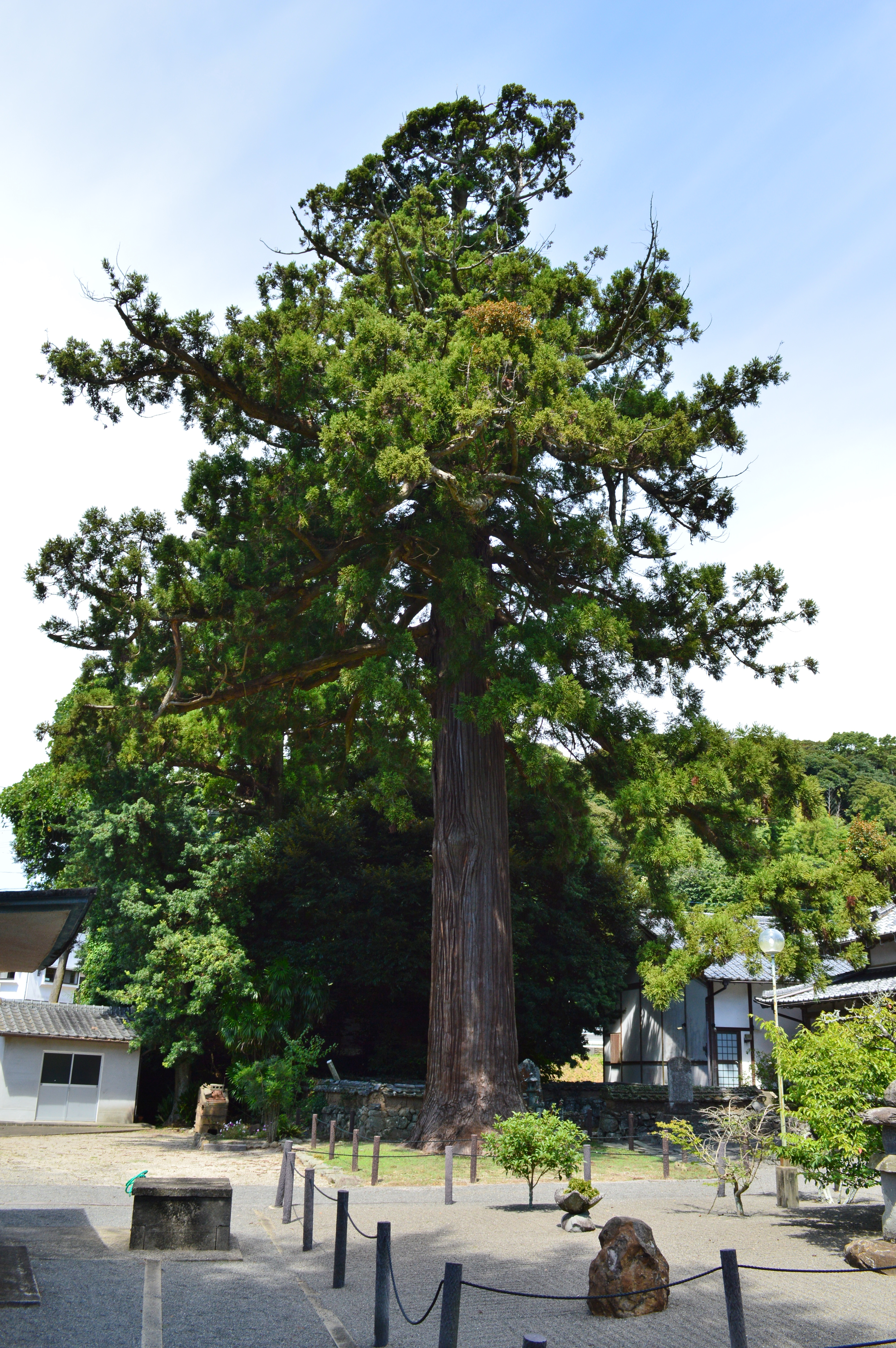
壱岐安国寺のスギ

  - 安国寺什物 10点 - 1975年（昭和50年）1月7日指定[6]。
- 史跡
  - 壱岐国安国寺跡 - 1974年（昭和49年）4月9日指定[7]。
- 天然記念物
  - 壱岐安国寺のスギ - 1968年（昭和43年）12月23日指定[8]。

## 周辺施設
- 原の辻遺跡
- 壱岐市立一支国博物館